# Les Charmontois
Les Charmontois és un municipi francès, situat al departament del Marne i a la regió del Gran Est al marge de l'Aisne. L'any 2017 tenia 118 habitants.
El municipi és el resultat de la fusió el 1946 dels municipis Charmontois-le-Roi et de Charmontois-l'Abbé.

## Demografia
El 2007 la població era de 144 persones. Hi havia 52 famílies, 82 habitatges, 59 eren l'habitatge principal de la família, 21 eren segones residències i 2 estaven desocupats.

## Economia
El 2007 la població en edat de treballar era de 89 persones, 54 eren actives i 35 eren inactives. Hi havia una empresa de construcció, dues empreses de comerç i reparació d'automòbils, un taller de reparació de material agrícola i una fusteria.
L'any 2000 hi havia 14 explotacions agrícoles que conreaven un total de 912 hectàrees.